# Aeroporto di Siena-Ampugnano
L'Aeroporto di Siena-Ampugnano (IATA: SAY, ICAO: LIQS) è l'impianto aeroportuale della città toscana di Siena.

## Storia

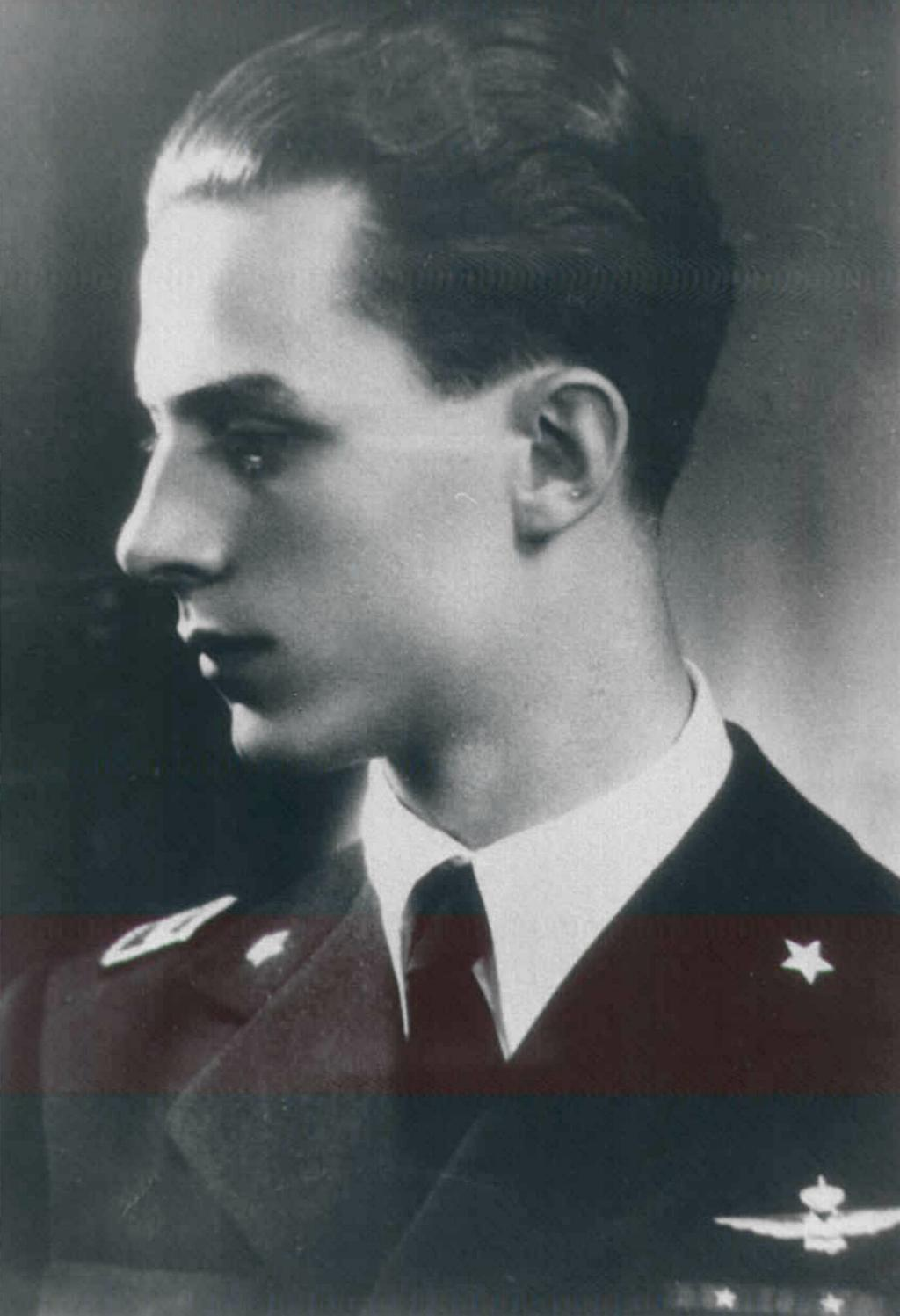
L'asso Giuseppe Cenni (MOVM) allievo a Siena

L'aeroporto di Ampugnano nasce nei primi anni trenta come aeroporto militare. Poco più a nord, esisteva un campo di aviazione civile in località Pian del Lago.
La pista di volo, in "superficie dura adatta con qualsiasi tempo" (come si legge nelle carte aeronautiche del tempo), era lunga 1.000 m ed aveva la caratteristica che le due testate pista avevano un'altezza sul livello del mare superiore a quella riscontrabile a metà pista.
Inizialmente nell'aeroporto ci fu un'importante scuola di pilotaggio militare sui biplani Caproni Ca.100 e che adottava l'insegna del Gatto Nero. La scuola si occupava esattamente dell'istruzione teorica e pratica degli Allievi Ufficiali Piloti di Complemento (AUPC) e tra i suoi giovani piloti spiccano figure che hanno lasciato un marchio indelebile nella storia della Regia Aeronautica: basti ricordare l'asso Giuseppe Cenni (Medaglia d'oro al valor militare), il più giovane e decorato ufficiale superiore delle Regia Aeronautica o Carlo Faggioni.
Nel 1943 divenne sede del 103º Gruppo Caccia Bombardieri del 51º Stormo, che utilizzava Junkers Ju 87 Stuka (detti anche "Picchiatelli").
Fino al 1º novembre 1966 era attiva nell'area aeroportuale la stazione meteorologica di Siena Ampugnano; in seguito alla sua dismissione le osservazioni meteorologiche e la registrazione dei dati utili all'assistenza alla navigazione aerea proseguirono presso la stazione meteorologica di Siena Poggio al Vento (in seguito dismessa anch'essa).
Nel marzo 2013 la società di gestione ha dichiarato il fallimento e l'aeroporto è stato chiuso al traffico commerciale.
Dal 1º settembre 2016 il gestore dell'aeroporto di Siena Ampugnano è la società Sky Services S.p.A. La gestione è stata revocata nel 2020 e attualmente (2022) l'aeroporto è tenuto in vita da una gestione provvisoria, ma senza servizi aeroportuali.

## Caratteristiche
L'aeroporto è dotato di una pista di volo lunga 1.393 metri e larga 30 (categoria ICAO 3C), collegata al piazzale dell'aviazione commerciale e generale tramite due raccordi di rullaggio. Da parte dell'ENAC, l'Aeroporto di Siena ha ottenuto e il certificato di "Fornitore dei Servizi di Navigazione Aerea", nonché il "Certificato di Aeroporto" che consente all'impianto di ospitare traffico commerciale.
Nell'ATZ dell'aeroporto di Siena/Ampugnano non viene fornito il servizio AFIS (Aerodrome Flight Information Service). La frequenza di 122,60 MHz non deve essere utilizzata per scopi ATS, ma solo per ragioni di aviazione generali mentre la Control Zone circostante l'aeroporto è gestita dal Controllo di Avvicinamento/Radar dell'Aeronautica Militare di Grosseto, il quale, dunque, gestisce anche gli arrivi e le partenze dell'aeroporto di Siena.
Lo scalo è aperto al traffico VFR.
L'aeromobile critico che vi può operare è il BAE 146-300.
L'aeroporto è sede dell'Aeroclub di Siena, che utilizza aerei-scuola Piper PA-28.
Attualmente vi opera prevalentemente traffico commerciale aerotaxi e traffico di aviazione generale (velivoli privati) tramite velivoli della gamma Citation, Pilatus, Falcon, Bombardier Global Express, Challenger, Learjet, Beechcraft, Gulfstream, Beechjet e altri).
L'aeroporto rende possibile l'effettuazione, spesso di notte, di voli ambulanza ed ospedalieri che permettono il trasporto di organi ed équipe mediche.
È sempre più frequente l'utilizzo dell'aeroporto da parte delle squadre sportive locali (Mens Sana Basket e Siena) e di quelle in trasferta a Siena, tramite voli charter operati con velivoli Dornier (sia jet che turboelica), Saab 340, Saab 2000, Embraer EMB 120 "Brasilia", Fokker F50, ATR 42 e ATR 72.

## Geografia
L'aeroporto si trova presso la località di Ampugnano, nel comune di Sovicille, a circa 12 km da Siena.
Nel sottosuolo della Valle di Rosia, sulla quale sorge l'aeroporto, scorre la falda acquifera del Luco, che dà approvvigionamento idrico alla città di Siena e a gran parte della Provincia.

## Statistiche
Questo grafico non è disponibile a causa di un problema tecnico.
Si prega di non rimuoverlo.
Vedi la query Wikidata di origine.

### Periodici
- Carlo Migliavacca, Ricordo di un Eroe: il magg. pil. Giuseppe Cenni, in Aeronautica, n. 8-9, Roma, Associazione Arma Aeronautica, 2013. (PDF)